# Четвёртое Ковельское сражение
Четвёртое Ковельское сражение — наступление 8-й армии Юго-Западного фронта на ковельском направлении, проводившееся с 3 (16) по 8 (21) сентября 1916 года. Часть общего наступления армий Юго-Западного фронта в сентябре 1916 года; продолжение Брусиловского прорыва.

## План операции
После трехнедельного перерыва в боях под Ковелем начальник штаба Верховного главнокомандующего М. В. Алексеев решил еще раз атаковать город. На этот раз общее руководство операцией вновь перешло к А. А. Брусилову, который решили попробовать атаковать в обход с юга, через Владимир-Волынский. Для этого гвардейские пехотные корпуса были переданы в 8-ю армию. Западный фронт должен был обеспечивать своим левым флангом наступление Юго-Западного фронта. Одновременно 11-я и 7-я армии этого фронта должны были наступать на Львов и Галич, а 9-я армия продолжала выполнение прежней задачи в Буковине и Лесистых Карпатах.

## Атаки 3 (16) сентября
3 (16) сентября, после примерно шестичасовой артиллерийской подготовки, корпуса 8-й армии начали атаку. Первая атака была произведена в 13 часов. 77-й и 80-й полки 40-го корпуса ворвались в неприятельские окопы в районе Дуброва, а 14-й стрелковый полк овладел высотой восточнее Шельвова. Но при движении стрелков дальше ко второй линии неприятельских укреплений они были встречены сильным фронтальным и фланговым огнем и, понеся большие потери, отошли в исходное положение.
Волынский и Литовский полки 2-го гвардейского корпуса атаковали в то же время под сильным огнем противника укрепления у господского двора Шельвова и к югу от него, заняли их, но вынуждены были потом отойти назад. У гвардейских стрелков 1-й полк овладел одной линией неприятельских укреплений против деревни Войнина, а 2-й полк залег перед проволокой.
В 1-м гвардейском корпусе финляндцы овладели лесом юго-западнее Бубнова, а гвардейские егеря, выбив немцев из окопов севернее Корытницы, продвигались вперед, обтекая с юга лес, что восточнее деревни Свинюхи. Атака 8-го корпуса на Корытницу совсем не удалась.
В 16:30, отбив начатую немцами контратаку на некоторых участках, корпуса, усилившись частными резервами, повели вторую атаку. Армейские стрелки бросились из занятых ими немецких окопов, но были встречены заградительным огнем и залегли Во 2-м гвардейском корпусе вторая атака также не дала положительных результатов; части 3-й гвардейской дивизии отошли в исходное положение, а гвардейские стрелки залегли перед неприятельскими окопами. В 1-м гвардейском корпусе выдвинувшиеся вперед финляндцы понесли сильные потери и были вынуждены отойти в исходное положение; преображенцы, атаковавшие укрепление в 2-х верстах севернее Корытницы, залегли частью перед первой, частью перед второй линией неприятельских укреплений.
Только гвардейские егеря совместно с 15-й дивизией 8-го корпуса продолжали в сумерках (18:30) продвижение вперед и атаку противника. Остальные части 8-го корпуса вновь неудачно атаковали Корытницу и были вынуждены отойти в исходное положение. Только Модлинскому полку удалось частью закрепиться в первой линии неприятельских укреплений. Фланговые корпуса, 39-й и 5-й, вели в этот день артиллерийский огонь.

## Атаки 7 (20) сентября
6 (19) сентября Брусилов решил опять повторить атаку. На этот раз командующий армией Каледин согласовал действия 40-го корпуса со 2-м гвардейским и 8-го — с 1-м гвардейским, предоставив им атаковать совместно по взаимному уговору.
После удачной артиллерийской подготовки и отбития немецких контратак на рассвете 7 (20) сентября центральные корпуса вновь перешли в наступление. Части 4-й стрелковой дивизии первоначально овладели двумя линиями укреплений северо-восточнее Шельвова, но после продолжительного боя, во время которого окопы переходили из рук в руки, были выбиты немецкими контратаками, поддержанными огнем артиллерии. Полки 3-й гвардейской дивизии овладели 2-3 линиями укреплений, но к 10 часам были выбиты после ряда контратак, сопровождавшихся фланговым артиллерийским и пулеметным огнем. Гвардейские стрелки дважды атаковали Войнинские высоты, но овладеть ими не могли.
Наибольший успех, как и при первой атаке, выпал на долю 1-го гвардейского корпуса и в особенности на первую дивизию. К 9 часам его части упорным боем добились успеха и левым флангом продвинулись между Корытницей и лесом севернее деревни. В десятом часу 1-я гвардейская пехотная дивизия вела уже бой за главную позицию противника в лесах северо-восточнее Свинюх.
Первая атака частей 8-го корпуса не увенчалась успехом, но в 9 часов 15-я дивизия прорвала всю линию противника у Корытницы и стала развивать успех. 4-й Сибирский корпус, находившийся в резерве, был двинут подивизионно за 40-м и 1-м гвардейскими корпусами для развития успеха.
К вечеру бои затихли. Части 1-го гвардейского и 8-го армейского корпусов закреплялись на взятых ими с боя позициях. Успехи второго дня атак были больше, чем в первый день, благодаря лучшей согласованности действий.
В ночь на 8 (21) сентября Каледин предпринял на фронте сложную перегруппировку, имевшую целью усиление 1-го гвардейского и 8-го армейского корпусов, которым ставилась задача расширения сделанных этими частями прорывов к северу и к югу от Корытницы, но потери в атаковавших частях были так велики, что от продолжения атак пришлось отказаться.

## Результаты
С 8 (21) сентября наступательные действия на Владимир-Волынский фактически прекратились. Кровопролитнейшее Четвертое Ковельское сражение окончилось безрезультатно. Потери были огромны и за всю операцию дошли до 30 000 человек. Особенно пострадала 3-я гвардейская пехотная дивизия: из 180 офицеров ее четырех полков в строю осталось только 26.